# La Forêt (Guernesey)
Pour les articles homonymes, voir La Forêt.

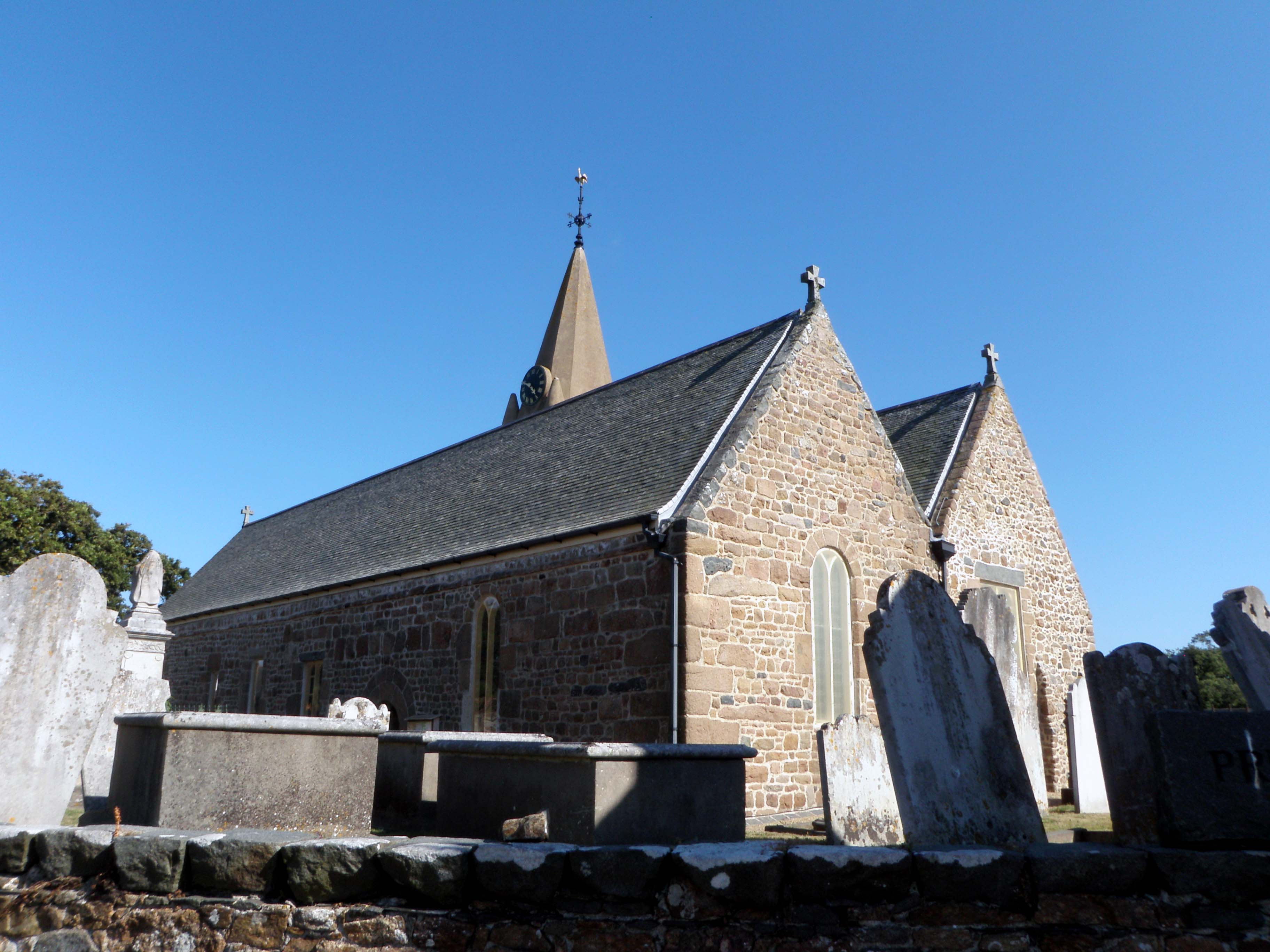
L'église Sainte-Marguerite de La Forêt.

La Forêt (La Fouarêt en guernesiais, For(r)est en anglais)  est une paroisse des bailliage et île de Guernesey, dans l'archipel anglo-normand de la Manche.

## Géographie
Elle est la paroisse la plus méridionale de l'île de Guernesey, entre celles de :
- Saint-André-de-la-Pommeraye au nord,
- Saint-Martin à l’est,
- Saint-Pierre-du-Bois à l’ouest,
- Saint-Sauveur au nord-ouest.

Elle en est aussi la plus élevée, comprenant :
- le point culminant de l'île, à 100 mètres d'altitude au-dessus du niveau de la mer ;
- principalement des falaises, avec toutefois deux petites criques : Portelet et Petit Bôt ;
- l’aéroport de Guernesey.

## Monument
- Église Sainte-Marguerite (illustration jointe).

## Administration
| Période                                             | Identité    | Qualité   |
| --------------------------------------------------- | ----------- | --------- |
| Années[Lesquelles ?]                                | Noms[Qui ?] | Métiers ? |
| Les données antérieures ne sont pas encore connues. |             |           |

## Personnalités liées à la commune
- Thomas De La Rue (1793-1866 ), imprimeur ;
- William Le Lacheur (1802-1863), navigateur.

## Paroisses limitrophes
- Saint-André,
- Saint-Martin-de-la-Bellouse,
- Saint-Sauveur,
- Saint-Pierre-du-Bois.